# Potters Bar
Potters Bar és una localitat anglesa del districte de Hertsmere, Hertfordshire situada a 29 km al nord de Londres. El 2001, la seva població era de 21.618 habitants.
La ciutat va ser fundada a principis del segle xiii com a petit assentament fins a l'arribada del Ferrocarril Britànic el 1850. Actualment és part de l'àrea metropolitana de Londres.

## Etimologia
Els orígens de l'etimologia de la ciutat es desconeix, encara que es creu que pogués al·ludir a la ceràmica de l'època romana guardada per la família Pottere, els qui vivien a la parròquia de South Mimms. El terme "Bar" pot referir-se, bé als carrers que connecten South Mimms amb Enfield Chase o amb un túnel a Great North Road.

## Història
Potters Bar està localitzada a la Great North Road, una de les dues carreteres que connecten Londres amb la regió del Nord d'Anglaterra. El nom de la carretera era A1 fins que li van canviar el nom al de A1000.
Històricament, la localitat va ser part de Middlesex i establerta com a districte urbà del comtat des de 1934. Des de 1894 fins a 1934 l'àrea va formar part del districte rural de South Mimms. El 1965, el districte va ser transferit a Hertfordshire mentre que la major part de Middlesex va passar a formar part del Gran Londres.
El districte urbà s'estén per una àrea de 6.123 acres (24,80 km²). El 1939 la seva població era de 13.681 i va anar creixent fins que el 1971 hi residien 24.613 habitants. El 1974 va desaparèixer el districte urbà i la seva àrea va ser annexionada per Hertsmere. Com a part de Middlesex, l'àrea va continuar sent part del Districte Policial Metropolità fins a la creació de l'Autoritat del Gran Londres l'any 2000.

## Infraestructures i transports
La carretera A1 va ser construïda com a artèria principal de la ciutat i connecta l'àrea de servei de Bignells Corner amb Barnet - St. Albans road. La ciutat també connecta amb les autopistes M23, M24 I M25.
Els ferrocarrils de National Rail presten servei a la localitat a través de l'estació de Potters Bar amb la línia entre King Cross i York. El First Capital Connect connecta la ciutat amb diversos punts de Londres Nord i del Sud abans d'arribar a King Cross o a l'estació de Moorgate. Feia el nord, el ferrocarril connecta Potters Bar amb Peterborough, Cambridge i Letchworth Garden City entre altres localitats.
Potters Bar també disposa d'estació d'autobusos que realitza rutes locals o fins a Londres. La línia 84 circula al sud feia New Barnet i al nord-oest a St. Albans.

## Agermanaments
Potters Bar té relacions d'agermanament amb:
- Viernheim (Alemanya)
- Franconville (França)